# Personer i Sverige födda i Peru
Till personer i Sverige födda i Peru räknas personer som är folkbokförda i Sverige och som har sitt ursprung i Peru. Enligt Statistiska centralbyrån fanns det 2017 i Sverige sammanlagt cirka 7 800 personer födda i Peru.

## Historisk utveckling

### Födda i Peru
| Personer i Sverige födda i Peru 1900–2024 | Personer i Sverige födda i Peru 1900–2024 | Personer i Sverige födda i Peru 1900–2024 | Personer i Sverige födda i Peru 1900–2024 | Personer i Sverige födda i Peru 1900–2024 |
| --- | ----------------------------------------- | ----------------------------------------- | ----------------------------------------- | ----------------------------------------- |
| |                                           |                                           |                                           |                                           |
| År |                                           |                                           | Folkmängd                                 |                                           |
| 1900 | 1900                                      |                                           | 5                                         |                                           |
| 1950 | 1950                                      |                                           | 19                                        |                                           |
| 1960 | 1960                                      |                                           | 17                                        |                                           |
| 1970 | 1970                                      |                                           | 148                                       |                                           |
| 1980 | 1980                                      |                                           | 643                                       |                                           |
| 1990 | 1990                                      |                                           | 1 783                                     |                                           |
| 2000 | 2000                                      |                                           | 4 531                                     |                                           |
| 2001 | 2001                                      |                                           | 4 730                                     |                                           |
| 2002 | 2002                                      |                                           | 4 906                                     |                                           |
| 2003 | 2003                                      |                                           | 5 107                                     |                                           |
| 2004 | 2004                                      |                                           | 5 315                                     |                                           |
| 2005 | 2005                                      |                                           | 5 514                                     |                                           |
| 2006 | 2006                                      |                                           | 5 798                                     |                                           |
| 2007 | 2007                                      |                                           | 6 028                                     |                                           |
| 2008 | 2008                                      |                                           | 6 268                                     |                                           |
| 2009 | 2009                                      |                                           | 6 541                                     |                                           |
| 2010 | 2010                                      |                                           | 6 738                                     |                                           |
| 2011 | 2011                                      |                                           | 6 947                                     |                                           |
| 2012 | 2012                                      |                                           | 7 127                                     |                                           |
| 2013 | 2013                                      |                                           | 7 270                                     |                                           |
| 2014 | 2014                                      |                                           | 7 398                                     |                                           |
| 2015 | 2015                                      |                                           | 7 509                                     |                                           |
| 2016 | 2016                                      |                                           | 7 634                                     |                                           |
| 2017 | 2017                                      |                                           | 7 758                                     |                                           |
| 2018 | 2018                                      |                                           | 7 892                                     |                                           |
| 2019 | 2019                                      |                                           | 8 017                                     |                                           |
| 2020 | 2020                                      |                                           | 8 126                                     |                                           |
| 2021 | 2021                                      |                                           | 8 322                                     |                                           |
| 2022 | 2022                                      |                                           | 8 483                                     |                                           |
| 2023 | 2023                                      |                                           | 8 598                                     |                                           |
| 2024 | 2024                                      |                                           | 8 670                                     |                                           |
| Anm.: Befolkning den 31 december respektive år förutom åren 1960 och 1970 som avser förhållandet den 1 november och år 1980 som avser förhållandet den 15 september. Det finns för närvarande (2017) inte någon tillgänglig statistik över peruaner i Sverige på 1930-talet på statistiska centralbyråns hemsida. |                                           |                                           |                                           |                                           |